# Santa María en Cosmedin (título cardenalicio)
El título cardenalicio de Santa María en Cosmedin fue instituido en torno al año 600 por el papa Esteban II. Está asociado a la basílica de Santa María en Cosmedin. El Papa Eugenio IV suprimió el título en 1432 tras donar la iglesia a los monjes benedictinos de la Abadía de Montecasino para evitar conflictos entre los monjes y el diácono. El Papa León X lo readmitió en 1513.

## Titulares
- Leone, O.S.B. (?) (1062-1082)
- Giovanni Caetani, O.S.B.Cas. (1082 o 1088[1] - 24 de enero de 1118 elegido papa)
- Pietro Ruffo (o Ruffus) (1118 - 1120)
- Etienne de Bar, O.S.B.Cas. (1120 - 1130 ? o 1134 ? o 1142 ?)
- Giacinto Bobone Orsini (8 de febrero de 1144 - 10 de abril de 1191 elegido papa)
- Jacopo (diciembre de 1178 - ?)
- Nicolò Bobone (1191 o 1192 o 1193 - 1200 fallecido)
- Giovanni dei conti di Segni (diciembre de 1200 - de junio de 1213 fallecido)
- Raniero Capocci, O.Cist. (1216 - 1250 ? fallecido)
- Giacomo Savelli (17 de diciembre de 1261 - 2 de abril de 1285 elegido papa)
- Francesco Caetani (17 de diciembre de 1295 - 16 de mayo de 1317 fallecido)
- Napoleone Orsini, in commendam (1317 - 1320 dimesso)
- Raymond Le Roux (o Ruffo, o Russo) (20 de diciembre de 1320 - 1325 nombrado cardenal presbítero de San  Crisógono)
- Guillermo de La Jugie (o Jugée) (20 de septiembre de 1342 - 22 de abril de 1368 nombrado cardenal presbítero de San Clemente)
- Pedro Martínez de Luna y Pérez de Gotor (20 de diciembre de 1375 - 28 de septiembre de 1394 elegido antipapa), siguió la obediencia del antipapa Clemente VII, convirtiéndose en 1394 él mismo antipapa con el nombre de Benedicto, Pp., XIII.
- Guglielmo di Capua (o d'Altavilla) (1383 - 1384 nombrado cardenal presbítero de Santo Stefano al Monte Celio)
- Pietro Morosini (19 de septiembre de 1408 - 1417 nombrado cardenal diácono de Santa Maria in Domnica)
- Lucido Conti di Valmontone (o Lucio) (6 de junio de 1411 - 9 de septiembre de 1437 fallecido), pseudocardenal del antipapa Juan XXIII, confirmado por Martín V en 1417)
- Raymond Pérault, O.E.S.A. (23 de septiembre de 1493 - 1496 nombrado cardenal diácono pro illa vice de Santi Vitale, Valeria, Gervasio e Protasio)
- Luigi d'Aragona (marzo de 1496 o 1497 - 21 de enero de 1519 fallecido)
- Franciotto Orsini (1519 - 10 de enero de 1534 fallecido)
- Niccolò Ridolfi (19 de enero de 1534 - 31 de mayo de 1540 nombrado cardenal diácono de Santa Maria in Via Lata)
- Guido Ascanio Sforza di Santa Fiora (31 de mayo de 1540 - 10 de diciembre de 1540 nombrado cardenal presbítero de San Eustachio)
- Reginald Pole (10 de diciembre de 1540 - 1 de diciembre de 1555); título pro illa vice (1 de diciembre de 1555 - 17 de noviembre de 1558 fallecido)
- Giacomo Savelli (16 de diciembre de 1558 - 19 de enero de 1560); título pro illa vice (19 de enero de 1560 - 8 de abril de 1573 nombrado cardenal presbítero de Santa Maria in Trastevere)
- Antonio Carafa (8 de abril de 1573 - 8 de noviembre de 1577 nombrado cardenal diácono de Santa Maria in Via Lata)
- Filippo Guastavillani (8 de noviembre de 1577 - 19 de diciembre de 1583 nombrado cardenal diácono de Sant'Angelo in Pescheria)
- Giovanni Vincenzo Gonzaga, O.B.E. (19 de diciembre de 1583 - 18 de diciembre de 1585); título pro illa vice (18 de diciembre de 1585 - 20 de abril de 1587 nombrado cardinale presbítero de Santi Bonifacio e Alessio)
- Alessandro Damasceni Peretti (20 de abril de 1587 - 11 de septiembre de 1587 nombrado cardenal diácono de San Eustachio)
- Girolamo Mattei (11 de septiembre de 1587 - 20 de marzo de 1589 nombrado cardenal diácono de Sant'Eustachio)
- Benedetto Giustiniani (20 de marzo de 1589 - 7 de enero de 1591 nombrado cardenal presbítero de San Marcello)
- Ascanio Colonna (14 de enero de 1591 - 8 de noviembre de 1599); título pro hac vice  (8 de noviembre de 1599 - 15 de diciembre de 1599 nombrado cardenal presbítero de Santa Pudenziana)
- Giovanni Battista Deti (15 de diciembre de 1599 - 6 de octubre de 1614 nombrado cardinale presbítero dei Santi Marcellino e Pietro)
- Alessandro Orsini (11 de enero de 1616 - 22 agosto de 1626 fallecido)
- Pietro Maria Borghese (24 de agosto de 1626 - 19 diciembre de 1633 nombrado cardenal diácono pro illa vice di San Crisogono)
- Lelio Biscia (19 de diciembre de 1633 - 9 de febrero de 1637 nombrado cardenal presbítero de Santa Maria del Popolo)
- Alessandro Cesarini (9 de febrero de 1637 - 28 de julio de 1638 nombrado cardenal diácono de Sant'Eustachio)
- Girolamo Colonna (27 de junio de 1639 - 14 marzo de 1644 nombrado cardenal diácono de Sant'Angelo in Pescheria)
- Virginio Orsini, O.B.E. (14 de marzo de 1644 - 21 de julio de 1653 nombrado cardenal diácono de Sant'Eustachio)
- Vincenzo Costaguti (21 de julio de 1653 - 6 marzo de 1656 nombrado cardenal diácono de Sant'Eustachio)
- Paolo Emilio Rondinini (6 de marzo de 1656 - 30 de abril de 1668 nombrado cardenal presbítero de Sant'Eusebio)
- Carlo Gualterio (12 de marzo de 1668 - 25 diciembre de 1668)>; título pro hac vice (25 de diciembre de 1668 - 15 de enero de 1669 nombrado cardenal presbítero de San Eusebio)
- Giacomo Franzoni (14 de enero de 1669 - 14 de mayo de 1670 nombrado cardenal presbítero de San Pancrazio)
- Leopoldo de' Medici (14 de mayo de 1670 - 10 noviembre 1675 fallecido)
- Carlo Barberini (2 de diciembre de 1675 - 27 de septiembre de 1683 nombrado cardenal presbítero de Santa Maria della Pace)
- Paolo Savelli (15 noviembre 1683 - 11 de septiembre de 1685 fallecido)
- Felice Rospigliosi (1º de octubre de 1685 - 30 de septiembre de 1686 nombrado cardenal diácono de Sant'Agata alla Suburra)
- Benedetto Pamphilj, O.E.S.S.H. (30 de septiembre de 1686 - 17 de mayo de 1688 nombrado cardenal diácono de Sant'Agata alla Suburra)
- Fulvio Astalli (17 de mayo de 1688 - 19 de octubre de 1689 nombrado cardenal diácono de Santi Cosma e Damiano)
- Carlo Bichi (10 de abril de 1690 - 22 de diciembre de 1693 nombrado cardenal diácono de Sant'Agata alla Suburra)
- Vacante (1693 - 1706)
- Nicola Grimaldi (25 de junio de 1706 - 8 de junio de 1716 nombrado cardenal presbítero de San Matteo in Merulana)
- Annibale Albani (8 de junio de 1716 - 6 de julio de 1722 nombrado cardenal presbítero de San Clemente)
- Alessandro Albani (23 de septiembre de 1722 - 7 agosto de 1741); in commendam (7 de agosto de 1741 - 11 diciembre de 1779 fallecido)
- Pasquale Acquaviva d'Aragona (23 de diciembre de 1779 - 27 de septiembre de 1780 nombrado cardenal diácono de Sant'Eustachio)
- Gregorio Anton Maria Salviati (27 de septiembre de 1780 - 29 noviembre 1790 nombrado cardenal diácono de Santa Maria in Via Lata)
- Fernando Spinelli (29 noviembre 1790 - 18 diciembre de 1795 fallecido)
- Vacante (1795 - 1800)
- Fabrizio Dionigi Ruffo (11 de agosto de 1800 - 27 de junio de 1821 nombrado cardenal diácono de Santa Maria in Via Lata)
- Antonio Maria Frosini (16 de mayo de 1823 - 8 de julio de 1834 fallecido)
- Alessandro Spada (24 de julio de 1835 - 16 de diciembre de 1843 fallecido)
- Paolo Mangelli Orsi (22 de febrero de 1844 - 4 de marzo de 1846 fallecido)
- Giovanni Serafini (16 de abril de 1846 - 1 de febrero de 1855 fallecido)
- Giuseppe Ugolini (17 de diciembre de 1855 - 15 marzo de 1858); in commendam (15 de marzo de 1858 - 19 diciembre de 1867 fallecido)
- Vacante (1867 - 1875)
- Lorenzo Ilarione Randi (23 de septiembre de 1875 - 24 marzo de 1884); in commendam (24 de marzo de 1884 - 20 diciembre de 1887 fallecido)
- Vacante (1887 - 1889)
- Gaetano de Ruggiero (27 de mayo de 1889 - 9 de octubre de 1896 fallecido)
- Vacante (1896 - 1903)
- Giuseppe Callegari, título pro illa vice (12 noviembre 1903 - 14 de abril de 1906 fallecido)
- Aristide Cavallari, título pro illa vice (18 de abril de 1907 - 24 noviembre 1914 fallecido)
- Oreste Giorgi (7 de diciembre de 1916 - 25 de mayo de 1923); título pro hac vice (25 de mayo de 1923 - 30 diciembre de 1924 fallecido)
- Alessandro Verde (17 de diciembre de 1925 - 16 diciembre de 1935); título pro hac vice (16 de diciembre de 1935 - 29 marzo de 1958 fallecido)
- Francesco Roberti (18 de diciembre de 1958 - 16 de junio de 1967 nombrado cardinale presbítero dei Santi XII Apostoli)
- Vacante desde 1967